# Cler Canifrú
Cler Canifrú 	(Santiago, Chile, 17 de septiembre de 1982) es una guitarrista, compositora y cantante chilena. Como solista cuenta con tres discos a la fecha; "K9" (2015),  "Agénesis" (2019) y "Santa Clarita" (2025), ligados al rock con líricas que abarcan desde cuestionamientos políticos y sociales, tales como el feminismo y el maltrato, como también temáticas de carácter espiritual como el amor y la soledad, entre otros.
Ha destacado tanto en su trabajo como sesionista de artistas de renombre como Myriam Hernández, Franco Simone y Matt Hunter entre otros, como también en orquestas de programas de televisión, entre ellas la orquesta de la Teletón y la orquesta del Festival Internacional de la Canción de Viña del Mar.
Con su proyecto solista ha abierto conciertos internacionales de artistas como Slash, Mr. Big, James Blunt y L7, incluso siendo invitada a tocar un tema junto a la banda de rock australiana The Dead Daisies en su paso por Chile el año 2017. Además forma parte de las bandas de rock chilenas "Hijos de Algo" y "Lilits".

## Biografía

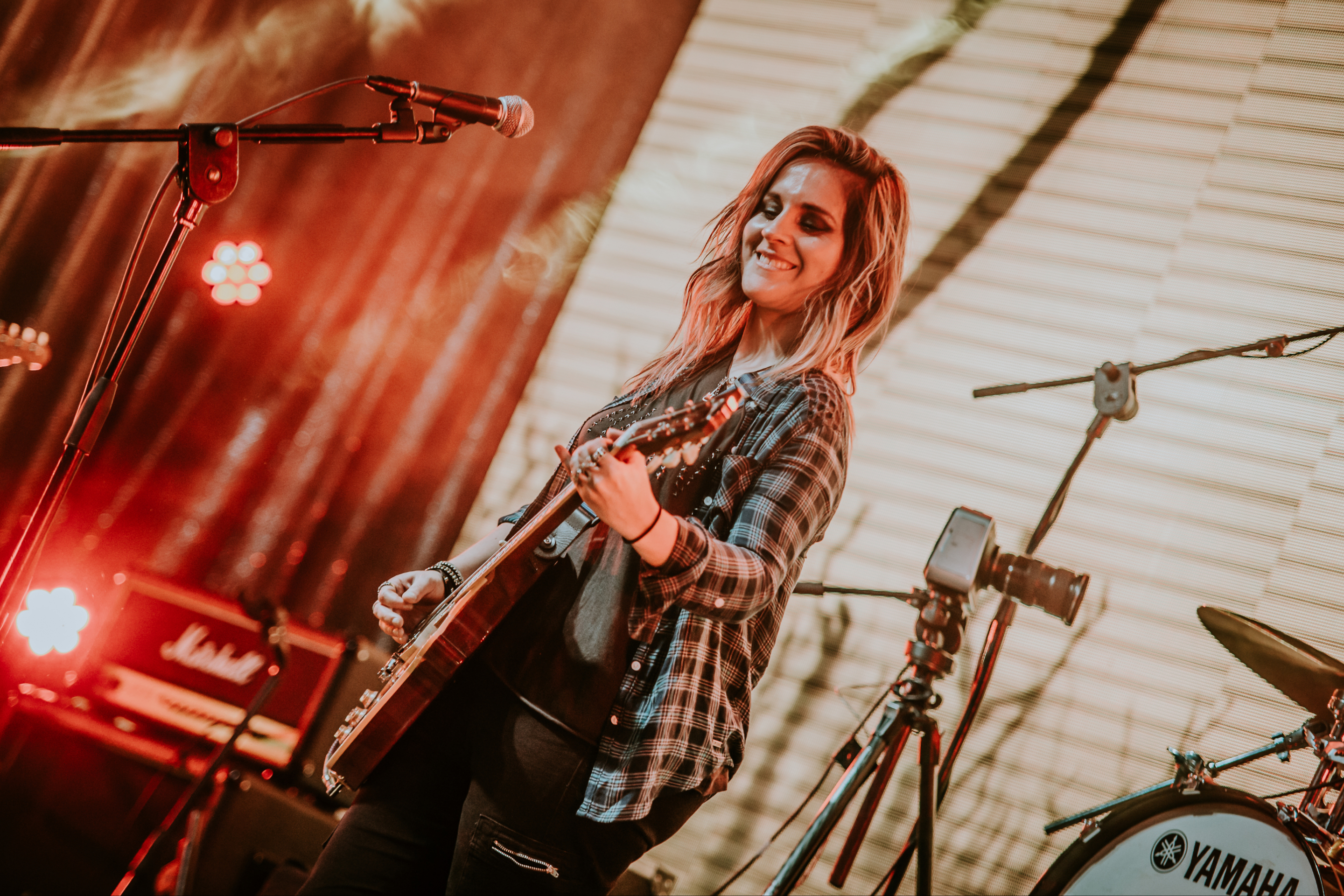
Cler en vivo en Club Amanda en 2020

En el año 2002 estudia 2 años de sociología, carrera que abandonó por estudiar música de forma profesional. En el año 2004 comienza sus estudios en la Escuela de Música SCD, en donde cursa y egresa de la Carrera de Licenciatura en Música con mención en guitarra eléctrica. Su primera banda fue "Murciélago", banda liderada por el productor chileno Mariano Pavez. Más tarde entra como guitarrista y corista estable en la banda de la cantante chilena Myriam Hernández, con quien estuvo 3 años (2010 al 2013). Luego pasa a integrar diversas bandas de orquestas en programas televisión, entre ellos "No te olvides de la canción", "Talento Chileno", "Festival Teletón" y en la orquesta del Festival de Viña en el año 2018. En paralelo, Cler formó parte de la banda "Hidalgo" como guitarrista estable entre los años 2010 y 2019, año en que se retira para dedicarse en un 100% a su proyecto solista. En 2013 Cler comienza con su carrera solista ligada al rock, lanzando su primer single llamado "Escorpiones" y más tarde "West Point", ambos discos pertenecientes a su primer EP llamado "Posavasos" (2014).
En el año 2015 Cler entra de profesora de guitarra a la escuela de música y franquicia norteamericana School of Rock. Hoy en día es directora musical de una de sus sedes en Chile. Este mismo año lanza su primer LP llamado "K9", financiado por una campaña de micromecenazgo entre sus seguidores. Este disco le abrió las puertas para abrir los shows de las bandas Mr Big (2015) y a James Blunt (2017). En el año 2019 lanza su segundo LP llamado "Agénesis", álbum que también fue financiado por una exitosa campaña de micromecenazgo. Este segundo disco le abrió las puertas para abrir los shows de Slash y de la banda norteamericana L7, además de posicionar su single "Nunca más" en la radio Futuro y Radio Sonar.

## Discografía

### Solista
- Posavasos (2013) (EP).
- K9 (2015) (LP).
- Agénesis (2019) (LP)
- Unplugged (2022) (LP)
- Santa Clarita (2025) (LP)

### Sesionista
- Banda "Murciélago", disco "Murciélago" (2010)
- "Daniel Lizana", disco "Beat Sentimental" (2017)
- Banda "Hidalgo", disco "Kelmuya" (2019)
- Banda "Hijos de Algo", disco "Chile Diablo" (2020)